# Hypopyra plumbefusa
Hypopyra plumbefusa là một loài bướm đêm trong họ Erebidae.